# Vauxrezis

Vauxrezis este o comună în departamentul Aisne din nordul Franței. În 1 ianuarie 2022 avea o populație de 325 de locuitori.